# Aeroporto Internazionale di Nicosia
L'aeroporto internazionale di Nicosia (IATA: NIC, ICAO: LCNC) è stato un aeroporto della capitale dell'isola di Cipro e dell'autoproclamato stato di Cipro del Nord.
Chiuso a partire dal 1974 a causa dell'invasione turca di Cipro, è stato sostituito, per la repubblica di Cipro, dall'aeroporto di Larnaca.

## Storia
Costruito negli anni '30 come base della RAF Nicosia (divisione della Royal Air Force britannica), è stato l'aeroporto più importante di Cipro. Proprietà del ministero della difesa britannico, la prima pista è stata costruita dalla Shell e dalla Pierides & Michaelides nel 1939, mentre i primi servizi furono garantiti da EgyptAir.
Durante la seconda guerra mondiale l'aeroporto fu ingrandito dalla Joannou & Paraskevaides e utilizzato dagli americani di ritorno dal bombardamento di Ploiești, in Romania.
Finita la guerra l'attività commerciale riprese nel 1948, grazie a EgyptAir, BOAC, Cyprus Airways e MEA. Tre capanni Nissen componevano le strutture dell'aeroporto, anche se nel 1949 furono sostituiti da un terminal (costato 50 000 sterline dell'epoca). Ampliato nel 1959, fu sostituito da un secondo terminal nel 1968, anche se alcune organizzazioni continuarono ad utilizzare il primo terminal.
Nel 1966 la RAF abbandonò l'aeroporto. Nel 1968 la compagnia tedesca Dorsch und Gehrmann progettò un nuovo terminal, costruito dalla Cybarco, a cui contribuì economicamente anche il ministero della difesa britannico.
Nel 1974 erano al vaglio diversi progetti per la sua espansione, tuttavia il colpo di Stato organizzato contro l'arcivescovo Makarios portò ad una breve chiusura dell'aeroporto, riaperto poco dopo. Durante l'invasione turca di Cipro, l'aviazione militare turca bombardò l'aeroporto, forzandone la chiusura permanente.
Teatro di conflitti militare tra turco-ciprioti e greco-ciprioti, l'aeroporto è stato dichiarato parte della Linea Verde e posto sotto la protezione delle Nazioni Unite in seguito al cessate il fuoco del 16 agosto 1974. Utilizzato come sede della UNFICYP, non è più stato utilizzato come aeroporto ed è pertanto stato sostituito dall'aeroporto di Larnaca e da quello di Ercan.

### La questione sulla riapertura
I leader delle comunità greche e turche di Cipro discussero della riapertura dell'aeroporto sotto un controllo congiunto nel 1975, tuttavia la proposta fu rifiutata e gli ultimi voli commerciali, sotto l'autorizzazione delle Nazioni Unite, raggiunsero Londra nel 1977. I tre aeromobili furono sottoposti ad alcuni controlli da parte di ingegneri britannici e uno di essi, un Hawker Siddeley Trident 2E, è conservato presso l'Imperial War Museum Duxford di Cambridge.
Furono prospettate altre opzioni di riapertura, ad esempio con la gestione da parte dell'ONU, tuttavia nessuna delle due parti accettò. Inoltre nel 2013 Michael Paraskos, dell'Istituto Cornaro di Cipro, ha sostenuto che con gli altri tre aeroporti attivi sull'isola esso non sarebbe stato più utile e ha suggerito la riconversione del sito in un polo industriale.
La Piattaforma NIC, sviluppata dal Cyprus Institute in collaborazione con l'UNFICYP, online dall'Agosto 2022, include un tour virtuale di tutte le aree del Terminal, della Torre di controllo, dell'hangar, e dei tre aerei abbandonati nel perimetro dell'aeroporto.

## Incidenti
- 3 marzo 1956: un Handley Page Hermes di Skywas Limited è esploso a causa di una bomba a tempo 20 minuti prima della partenza con 68 passeggeri per il Regno Unito. Non ci sono state vittime;
- 27 aprile 1956: un Douglas Dakota della RAF è stato distrutto da una bomba;
- 20 aprile 1967: un Bristol Britannia si distrugge durante un volo controllato contro il suolo. 126 vittime, 4 superstiti;
- 29 gennaio 1973: un Ilyushin Il-18 di EgyptAir si è scontrato contro la catena montuosa di Kyrenia nel tentativo di atterrare presso l'aeroporto. 37 vittime;
- 29 agosto 1973: un Tupolev Tu-104 della Czechoslovak Airlines ha invaso la pista. Nessuna vittima, tuttavia il relitto dell'aeromobile è ancora visibile nei pressi dell'aeroporto;
- 20 luglio 1974: due Hawkey Siddeley Trident vuoti sono stati distrutti durante i bombardamenti dell'aviazione militare turca.